# Polly of the Circus (film 1932)
Polly of the Circus è un film del 1932 diretto da Alfred Santell.
Fu il secondo adattamento cinematografico del lavoro teatrale di Margaret Mayo che aveva debuttato a Broadway il 23 dicembre 1907, interpretato da Mabel Taliaferro.
La storia è quella di una trapezista rimasta ferita in un incidente che viene aiutata a recuperare la salute e la fiducia da un giovane reverendo. Nel 1917, era uscito un Polly of the Circus interpretato da Mae Marsh e prodotto dalla Goldwyn Pictures Corporation.

## Produzione
Il film, girato nel dicembre 1931, fu prodotto dalla stessa protagonista del film, Marion Davies, per la Cosmopolitan Productions e per la Metro-Goldwyn-Mayer (MGM).

## Distribuzione
Distribuito dalla Metro-Goldwyn-Mayer (MGM), il film uscì nelle sale statunitensi il 27 febbraio 1932.